# 威廉·斯泰伦
威廉·斯泰伦（William Styron，1925年6月11日—2006年11月1日）是一位美国小说家、散文家。 
斯泰隆從學校畢業後在纽约成為麦格劳希尔的编辑。期間他得罪了領導，公司將他解雇后，他开始創作小说。斯泰隆後來憑藉小说获得了罗马美国学院和美国艺术暨文学学会颁发的獎項。
2006年11月1日，斯泰伦在马萨葡萄园岛因肺炎去世，享年81岁。 